# Konrad II. von Tegerfelden

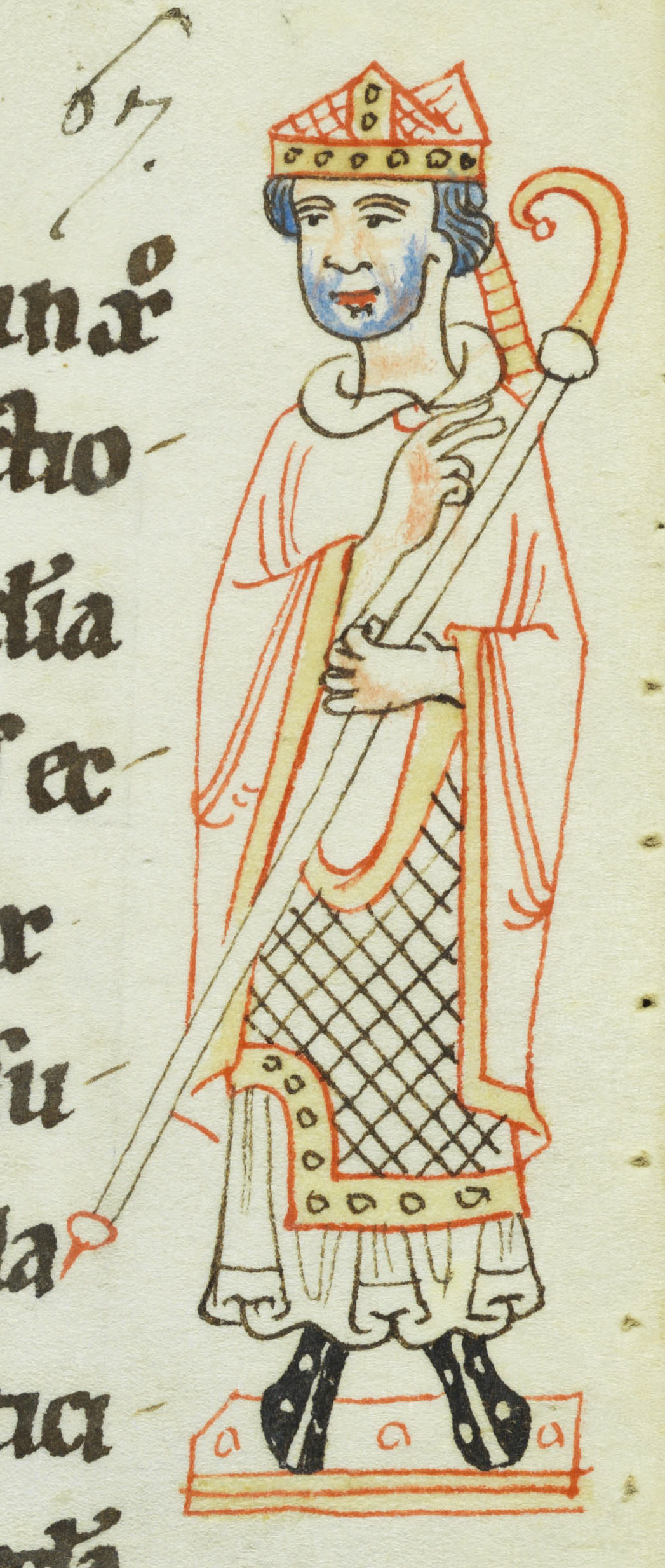
Konrad II. von Tegerfelden (in einer Weißenauer Handschrift des 13. Jh.)

Konrad von Tegerfelden (* 12. Jahrhundert; † 1233) war als Konrad II. von 1209 bis 1233 Bischof von Konstanz.
Konrad von Tegerfelden entstammte dem aargauischen Freiherrengeschlecht der Tegerfelden. Auch sein Onkel Ulrich von Tegerfelden, der von 1167 bis 1199 Abt des Klosters St. Gallen und von 1171 bis 1179 zugleich Bischof von Chur war, war ein berühmter Vertreter dieses Geschlechts.
Konrad war ein Sohn von Liutold II. von Tegerfelden und dessen Frau Hedwig. Sein Bruder Walter von Tegerfelden, auch Waltherus III., (1215–1254) starb 1254 ohne männliche Nachkommen. Dessen Tochter Ita (1228–1248)–1255) brachte das Erbe durch Heirat an Ulrich von Klingen, den Gründer des Städtchens Klingnau. 1276 gelangte der ehemalige Besitz der Tegerfeldner an das Kloster St. Blasien. Auch die Habsburger besaßen einige Güter und übten außerdem die hohe Gerichtsbarkeit aus. 1176 wurde Konrad Domherr zu Konstanz, ab 1184 Domdekan und ab 1200 Propst.
Im September 1212 spielte Konrad eine wichtige Rolle im Zusammenhang des sich anbahnenden Thronstreits zwischen Friedrich II. und Kaiser Otto IV. Der Bischof ließ den im März 1212 in Sizilien gestarteten, mit großen Mühen in den nördlichen Reichsteil gelangten Staufer in die Stadt einziehen, wenige Stunden bevor Otto IV. mit den Spitzen seines Heers in Konstanz eintraf. Unbewusst war schon jetzt die Entscheidung gefallen. Im Dezember desselben Jahres wählten die staufertreuen Fürsten in Frankfurt den jungen Friedrich zum römisch-deutschen König und krönten ihn wenige Tage später.
Konrad war von 1209 bis zu seinem Tode 1233 Bischof von Konstanz. Er war Teilnehmer des Laterankonzil von 1215, zu dem Papst Innozenz III. auch über 1.200 Bischöfe und Äbte eingeladen hatte.
Bischof Konrad wurde auf Münzen der bischöflichen Münzstätte in Konstanz verewigt.